# Phil Hubbard
Pour les articles homonymes, voir Hubbard.
Philip « Phil » Gregory Hubbard, né le 13 décembre 1956 à Canton dans l'Ohio, est un ancien joueur américain de basket-ball, évoluant au poste d'ailier fort, devenu entraîneur.

## Carrière
Il fait partie de l'équipe des États-Unis de basket-ball sacrée championne olympique aux Jeux olympiques d'été de 1976 se tenant à Montréal.